# Estación de Quincieux
La estación de Quincieux es una estación ferroviaria francesa de la línea París - Marsella, situada en la comuna de Quincieux, en el departamento de Ródano, en la región de Ródano-Alpes. Por ella transitan únicamente trenes regionales.

## Historia
La estación fue abierta el 7 de octubre de 1854 pocos meses después de la puesta en marcha del tramo Châlon-sur-Saône - Lyon por parte de la Compañía de los Ferrocarriles de París a Lyon y al Mediterráneo. 

## Descripción
La estación se compone de dos andenes, uno lateral y otro central al que acceden tres vías.

## Servicios ferroviarios

### Regionales
Los TER Ródano Alpes recorren el siguiente trazado:
- Línea Villefranche-sur-Saône - Vienne.